# Nagri Kalan
Nagri Kalan é uma vila de recenseamento situada no distrito de Dhanbad, no estado indiano de Jharkhand, a alguns quilômetros a oeste da capital do estado, Ranchi.

## Demografia
Segundo o censo de 2001, Nagri Kalan tinha uma população de 7.693 habitantes. Os indivíduos do sexo masculino constituem 54% da população e os do sexo feminino constituem 46%. Nagri Kalan tem uma taxa de literacia de 59%, inferior à média nacional de 59,5%: a literacia no sexo masculino é de 70% e no sexo feminino é de 46%. Em Nagri Kalan, 16% da população têm menos de 6 anos de idade.